# Sergey Borisov
Sergey Vladimirovich Borisov (em russo:  Сергей Владимирович Борисов; nascido em 25 de janeiro de 1983) é um ciclista russo que participou nos Jogos Olímpicos de Verão de 2012 em Londres, terminando em sétimo lugar na velocidade por equipes, junto com seus compatriotas Denis Dmitriev e Sergey Kucherov.